# 1906년 중간 올림픽 테니스
1906년 하계 올림픽 테니스는 그리스 아테네에서 개최된 1906년 중간 올림픽의 경기 종목이다. 1906년 4월 23일부터 26일까지 아테네 론 테니스 클럽에서 경기가 진행되었다. 6개국에서 27명의 선수가 참가하였고, 4개의 세부 종목으로 진행되었다.

## 경기장
| 도시   | 경기장                | 원어명                      | 로마자                  | 비고 |
| ------ | --------------------- | --------------------------- | ----------------------- | ---- |
| 아테네 | 아테네 론 테니스 클럽 | Όμιλος Αντισφαίρισης Αθηνών | Athens Lawn Tennis Club |      |

## 참가국
| - 그리스 (10명) - 네덜란드 (3명) - 미국 (2명) | - 보헤미아 (3명) - 프랑스 (4명) - 헝가리 (1명) |

## 메달 집계

### 최종 순위
| 순위 | 국가     | 금메달 | 은메달 | 동메달 | 합계 |
| ---- | -------- | ------ | ------ | ------ | ---- |
| 1    | 프랑스   | 3      | 1      | 0      | 4    |
| 2    | 그리스   | 1      | 3      | 2      | 6    |
| 3    | 보헤미아 | 0      | 0      | 2      | 2    |
| 합계 | 합계     | 4      | 4      | 4      | 12   |

### 메달리스트
| 종목             | 금                                         | 은                                                       | 동                                                       |
| ---------------- | ------------------------------------------ | -------------------------------------------------------- | -------------------------------------------------------- |
| 남자 단식 자세히 | 막스 데퀴지 · 프랑스                       | 모리스 제르모 · 프랑스                                   | 즈데녜크 젬라 · 보헤미아                                 |
| 남자 복식 자세히 | 프랑스 (FRA) · 막스 데퀴지 · 모리스 제르모 | 그리스 (GRE) · 이오아니스 발리스 · 크세노폰 카스다글리스 | 보헤미아 (BOH) · 라디슬라프 젬라 · 즈데녜크 젬라         |
| 여자 단식 자세히 | 에스메 시미리오티스 · 그리스               | 소피아 마리누 · 그리스                                   | 에우프로시네 파스파티 · 그리스                           |
| 혼합 복식 자세히 | 프랑스 (FRA) · 마리 데퀴지 · 막스 데퀴지   | 그리스 (GRE) · 게오르기오스 시미리오티스 · 소피아 마리누 | 그리스 (GRE) · 아스파시아 마트사 · 크세노폰 카스다글리스 |

## 참고 자료
- (영어) “Tennis at the 1906 Athina Summer Games”. sports-reference.com. 2012년 1월 30일에 원본 문서에서 보존된 문서. 2011년 2월 6일에 확인함.
- (영어) De Wael, Herman. “Herman's Full Olympians: "Football 1906".”. 2005년 2월 26일에 원본 문서에서 보존된 문서. 2011년 2월 6일에 확인함.

| 올림픽 테니스     |                                       |           |
| 이전 대회         | 1906년 중간 올림픽 테니스 아테네 1906 | 다음 대회 |
| 세인트루이스 1904 | 1906년 중간 올림픽 테니스 아테네 1906 | 런던 1908 |